# René Van Lint
Hendrik René Van Lint (Nieuwenrode, 12 augustus 1899 – Bornem, 18 oktober 1974) was een Belgisch politicus voor het Katholiek Verbond van België en de CVP. Hij was burgemeester van Bornem.

## Levensloop
Van Lint belandde als geneesheer in Bornem. Hij werd politiek actief in de aanloop naar de gemeenteraadsverkiezingen van 1932 op verzoek van onderpastoor De Smet en werd verkozen vanop de 6e plaats op de katholieke kieslijst. Hoewel zijn voorganger Victor Daelemans reeds een bestuursmeerderheid had samengesteld met de socialisten, werd zijn kandidatuur als burgemeester niet aanvaard door de toenmalige minister van Binnenlandse Zaken. Via lobbywerk van onder meer Jef Van Hoeywegen - een medewerker van gouverneur Georges Holvoet - werd Van Lint aangesteld tot burgemeester.
Van Lint werd hierdoor de jongste burgemeester van België op dat moment. De benoeming vond plaats in 1933, hierop volgde een betoging tegen zijn aanstelling geleid door de socialisten en de Oude Roos van voormalig burgemeester Daelemans. Ook Antoon Spinoy (BWP) nam deel aan de optocht. In 1941 nam hij ontslag, hij werd opgevolgd door oorlogsburgemeester Emiel Roelants in dit mandaat.
In 1959 werd hij in opvolging van René Van Eetvelt opnieuw aangesteld als burgemeester, een mandaat dat hij uitoefende tot 1964. Hij werd wederom opgevolgd door René Van Eetvelt.